# Poecilasthena leucydra
Poecilasthena leucydra är en fjärilsart som beskrevs av Louis Beethoven Prout 1934. Poecilasthena leucydra ingår i släktet Poecilasthena och familjen mätare. Inga underarter finns listade i Catalogue of Life.